# Arturo Galcerán
Arturo Galcerán Nogués (fl. XX secolo) è stato un calciatore cubano, di ruolo centrocampista.

## Carriera

### Giocatore
Giocò in patria con la Juventud Asturiana.

### Nazionale
Partecipò al Mondiale del 1938 con la Nazionale cubana.